# طائر الأنف المخاطي
طائر الأنف المخاطي (الاسم العلمي: Mycteria)، جنس طير من اللقالق الاستوائية الكبيرة تنتشر أنواعه في الأمريكتين وشرق إفريقيا وجنوب آسيا وجنوب شرق آسيا.